# هنریک مویساندر
هنریک مویساندر (فنلاندی: Henrik Moisander؛ زادهٔ ۲۹ سپتامبر ۱۹۸۵) بازیکن فوتبال اهل فنلاند است.
از باشگاه‌هایی که در آن بازی کرده‌است می‌توان به باشگاه فوتبال آژاکس آمستردام، باشگاه فوتبال واسان پالوسئورا، باشگاه فوتبال اوبو، و باشگاه فوتبال تورون پالوسئورا اشاره کرد.
وی همچنین در تیم ملی فوتبال فنلاند بازی کرده‌است.